# 2015年7月中國大陸

## 7月1日
- 全国人大常委会第十五次会议经表决通过实行宪法宣誓制度的决定，以立法形式规定，并公布了70字誓词内容。该决定于2016年1月1日起正式生效。誓词如下：“我宣誓：忠于中华人民共和国宪法，维护宪法权威，履行法定职责，忠于祖国、忠于人民，恪尽职守、廉洁奉公，接受人民监督，为建设富强、民主、文明、和谐的社会主义国家努力奋斗！”[1][2]
- 7月1号第十二届全国人大常委会第15次会议通过了新《国家安全法》，这部法律对政治安全、国土安全、文化安全、科技安全等11个领域的国家安全任务进行了明确规定[3][4][5]。
- 中共中央总书记、国家主席、中央军委主席、中央全面深化改革领导小组组长习近平主持召开中央全面深化改革领导小组第十四次会议并发表讲话[6][7]。
- 在中共建党94周年来临之际，中国股民多过了中共党员人数的消息受到媒体关注并分析其背后的深刻含义。许多媒体报道都套用了《共产党宣言》的“全世界无产者联合起来”的名言说“全世界股民联合起来！”。彭博社报道引用新华社报道的数字说，中国共产党党员目前为8780万人，而中国证券登记和结算有限公司的数据显示中国股民已经超过了9000万。BBC （页面存档备份，存于）
- 最近在清华大学教哲学的外籍教授贝淡宁在《金融时报》撰文建议中国共产党更名。他说中共现在“既不共产主义也不是一个政党”，更像一个精英统治组织。BBC （页面存档备份，存于）金融时报 （页面存档备份，存于）

## 7月2日
- 7月2日晚十点左右，石家庄市开发区珠江大道石家庄学院南校区北门西侧发生一起警车撞人事故，有六七十辆警车出警。经微博曝光后，引发广泛关注。经查系石家庄铁路公安处民警，司机薛某血液酒精含量为零[8]。

## 7月3日
- 证监会表示，将组织稽查执法力量对涉嫌市场操纵，特别是跨市场操纵的违法违规线索进行专项核查。自6月15日大盘下跌以来，A股已连续频密波动，尽管有证监会等连夜发布三道“金牌”对冲A股跌势的利好，但3日收盘沪指仍失守4000点[9]。监管滞后也放大了股市泡沫的风险，更深层的原因恰恰是资本市场改革的滞后[10]。
- 中国证监会宣布，中国证券金融股份有限公司进行第三次增资扩股，由现有股东进行增资，将现有注册资本从240亿元增资到约1000亿元[11]。增资扩股后，中国证券金融股份有限公司还将多渠道筹集资金，用于扩大业务规模，维护资本市场稳定[12][13][14]。
  - 金融衍生工具组合做空的手法看，绝非一般的散兵游勇，而是战法老到联手作战的专业力量。这股力量不是来自于境外而是境内。证监会查江派内线。6月15日是中共中央总书记习近平62岁生日。也有说，中国证监会特批国泰君安证券在这个日子上市，有以“国泰君安”祝寿之意。光明网 Archive.today的存檔，存档日期2015-07-05大纪元 （页面存档备份，存于）

## 7月4日
- 德国波恩召开的联合国教科文组织第三十九届世界遗产委员会会议上，中国土司遗址被列入世界遗产名录[15]。至此中国世界遗产总数已达到48项，稳居世界第二位[16][17]。

## 7月6日
- 7月6日至7日，中央党的群团工作会议在北京召开。中共中央总书记、国家主席、中央军委主席习近平出席会议并发表讲话[18][19]。

## 7月7日
- 中共中央总书记、国家主席、中央军委主席习近平前往中国人民抗日战争纪念馆[20]，参观纪念中国人民抗日战争暨世界反法西斯战争胜利70周年主题展览《伟大胜利 历史贡献》[21][22]。李克强、张德江、俞正声、刘云山、王岐山、张高丽等一同前往[23]。
- 文艺界反腐“第一刀”：国家歌舞团东方演艺集团董事长顾欣被查[24][25][26][27]。
- 《杀破狼2》上映以来，一路票房狂飙，票房也达到5.5亿并成功击败了《左耳》，还有吴京自己的《战狼》成为2015年票房排名第4的华语佳作。《杀破狼2》：香港动作片的回归与嬗变。影片以贩卖人体器官的不法罪行切入，沿袭了前作扬善惩恶的主题[28]。

## 7月8日
- 国家主席习近平抵达乌法，应俄罗斯联邦总统普京邀请，出席金砖国家领导人第七次会晤和上海合作组织成员国元首理事会第十五次会议[29][30][31][32][33]。

## 7月9日
- 上午，持续近10天的救市行动有了更大动作。履新公安部副部长13天的孟庆丰，带队赴证监会[34]，会同证监会排查近期恶意卖空股票与股指的线索[35][36]。是股市开市25年来史上第一次[37]。公安部连同财政部、国资委等部委的救市表态，股市终于绝地反击，两市一千多股涨停[38]。
- 7月9日，李克強主持召開部分省（區）經濟形勢座談會。李克強以《論語》中“舉直錯枉”表達了自己對干部任用的態度:“中央要‘舉直錯枉’，不能讓干得不怎麼樣的照樣得好處，讓干得好的還得壞處，這絕對不行！”[39][40]

## 7月10日
- 上海合作组织成员国元首理事会第十五次会议在俄罗斯乌法举行。国家主席习近平同俄罗斯总统普京、哈萨克斯坦总统纳扎尔巴耶夫、吉尔吉斯斯坦总统阿坦巴耶夫、塔吉克斯坦总统拉赫蒙、乌兹别克斯坦总统卡里莫夫出席会议[41][42][43]。
- 7月10日上午，孟庆丰率跨部门工作组抵达上海[44][45]。工作组现已发现个别贸易公司涉嫌操纵证券期货交易等犯罪的线索，正在依法开展调查[46]。

## 7月11日
- 卫计委正式回复“二孩”政策:正制定相关规定[47][48]。

## 7月12日
- 最高法副院长奚晓明被查，系十八大以来法院系统落马首虎[49][50][51]。另一名最高人民法院副院长黄松有曾因涉贪于2008年落马[52]。
- 美国国务院12日高调介入中国警方拘留涉嫌犯罪的“维权律师”一事，指责中方“有组织扣留”一些“和平捍卫他人权益”的人士。华尔街日报的社论说，为那些“顽固”的客户／民众打官司的“顽固”的律师，形成了对共产党要凌驾于法律之上的这种形势的挑战，而这正是共产党／中国政府对这些人动用非法手段的原因。人民網 （页面存档备份，存于）VOA （页面存档备份，存于）
- 公安部揭"维权"事件黑幕：律师勾结假访民闹事。尽管受到各方谴责，中共当局针对维权律师的抓捕行动并没有停止，据《维权网》最新数据统计，截止7月13号早8点，〝710大抓捕事件〞共涉及107人，其中被刑事拘留和监视居住的7人，失踪15人，被约谈、传唤、扣押后获释的有85人。波及全国19个省和直辖市。人民網 （页面存档备份，存于）新唐人 （页面存档备份，存于）

## 7月13日
- 第四十五届“世界超级计算机500强排行榜”在德国法兰克福召开的2015国际超级计算大会上发布，由国防科技大学研制的天河二号超级计算机系统再次位居第一[53][54][55]。这是天河二号自2013年6月问世以来，连续5次位居世界超算500强榜首[56][57][58][59][60]。
- 前腾讯高管、现阿里巴巴副总裁刘春宁被警方带走。腾讯此前就该公司多名在线视频相关业务员工涉嫌贪贿报案，警方介入后，在进一步侦查中牵出了前高管刘春宁。在港上市的阿里影业也于10日早间发布公告称，执行董事刘春宁因涉嫌于过往在腾讯科技有限公司任职期间收受贿款而被公安部门拘留作调查，有关调查与其在阿里巴巴集团有限公司或本公司的现有职务概无关系。刘春宁曾担任阿里收购的文化中国（後更名為阿里影业）非执行董事[61][62][63][64]。

## 7月14日
- 14日，因涉嫌未披露控股股东与其他股东间的关联关系等信息，方正证券被中国证监会立案调查[65][66][67][67]。北大方正集团有限公司现是方正证卷的母公司，持股占40%多。方正证券二股东是郭文贵的政泉控股[68]。
- 知情人称令计划姐夫王健康被山西省纪委带走[69]。
- 北京市规划委于14日进一步对外透露了关于通州建设规划的诸多细节。其中包括：有序推动北京市属行政事业单位整体或部分向市行政副中心转移，逐步带动中心城人口向通州转移，通过“区域快轨”、“城际铁路”等模式串联起燕郊、通州及中心城[70]。

## 7月15日
- 澎湃新闻报道：7月15日12时55分，原全国人大常委会委员长万里因病在北京逝世，享年99岁。各界人士吊唁万里：习仲勋夫人齐心率子女献花圈。北京市原副市长张百发也来了。他突然跪下行大礼，哽咽着说，“我是学生，我给老师就要行这样的大礼才对”。万里同志的遗体，将于22日在北京火化。为悼念万里同志，22日，首都天安门、新华门、人民大会堂、外交部，各省、自治区、直辖市党委、政府所在地，香港特别行政区、澳门特别行政区，各边境口岸、对外海空港口，中国驻外使领馆将下半旗志哀[71][72]。

## 7月16日
- 据深圳晚报官方微博消息，7月16日凌晨，“气功大师”王林在深圳被江西萍乡警方带走调查[73]。广东原政协主席朱明国曾当众跪拜王林，送其黄金手枪[74][75]。

## 7月17日
- 澎湃新闻介绍《圣巴托罗缪大屠杀》中文版，500年前的一桩国家罪：以信仰的名义屠杀[76]。

## 7月20日
- 中共中央政治局会议审议并通过中共中央纪律检查委员会《关于令计划严重违纪案的审查报告》，决定给予令计划开除党籍、开除公职处分，对其涉嫌犯罪问题及线索移送司法机关依法处理[77][78]。令计划利用职务便利为多人谋取利益，本人或通过家人收受巨额贿赂；违纪违法获取党和国家大量核心机密；严重违反廉洁自律规定，本人及其妻收受他人钱物，为其妻经营活动谋取利益；与多名女性通奸，进行权色交易；对亲属利用其职务影响力敛财牟利负有重要责任[79][80][81]。
- 呼格案一审审判员被任新职，官方称不意味不追责。呼格吉勒图父母发微博称，呼格案一审审判员胡尔查、宫静于6月26日被呼和浩特市人大常委会任命为该市中院审判委员会委员。因胡尔查、宫静曾在一审中判处呼格吉勒图死刑，有网友质疑该任命系“带病提拔”[82][83]。
- 山东单县男子解兴堂重病恶化后在单县湖西公园内制造爆炸案致2死24伤，嫌犯死亡[84][85][86]。

## 7月21日
- 新华保险董事刘乐飞因工作原因请辞。刘云山之子刘乐飞自2014年7月起担任新华保险非执行董事。现任中信产业投资基金管理有限公司董事长兼首席执行官，并担任中信证券董事、副董事长，中国人寿资产管理有限公司独立董事。在此之前，自1998年至2008年历任首创证券公司执行董事、中国银河证券有限责任公司投资管理部总部总经理、中国人寿保险股份有限公司首席投资执行官兼投资管理部总经理等职务，1995年至1998年就职于国家财政部综合与改革司[87]。
  - 中国人寿16日午间公告，公司于7月10日减持所持中信证券A股30,000,000股。以每股27.38元的价格计算，中国人寿此番减持共计套现8.21亿元。本月8日，证监会曾发布[2015]18号公告，要求6个月内上市公司控股股东和持股5%以上股东及董事、监事、高级管理人员不得通过二级市场减持本公司股份[88]。

## 7月22日
- 新疆公安厅副厅长谢晖被查，曾被监狱民警联名举报。调任新疆自治区公安厅之前，谢晖在新疆自治区司法厅工作了19年，官至新疆自治区司法厅党委委员、副厅长，新疆自治区监狱管理局党委书记、局长。是继去年12月新疆公安厅党委委员李彦明受贿被查之后，被调查的又一名高层官员[89]。

## 7月23日
- 7月22日晚至23日早上，山東泰安市东平县检察院党组副书记郑昌勇在家中自缢身亡[90][91][92]。

## 7月24日
- 据中央纪委监察部网站消息，河北省委书记、省人大常委会主任周本顺涉嫌严重违纪违法，目前正接受组织调查。周永康大秘全落網。周本顺曾先後擔任湖南公安厅长、湖南政法委书记、中央政法委副秘书长等職。周本顺2008年3月担任中央社会治安综合治理委员会副主任，中央政法委员会秘书长，顶头上司就是时任政法委书记周永康。周本顺2013年调任河北省委书记。據报道，周本顺與令计划是湖南大學校友，周本顺曾经参与掩盖2012年3月令计划之子车祸死亡事件[93][94]。

## 7月26日
- 下午，作为曾两次公开实名举报华润集团董事长宋林严重违纪违法问题的新华社《经济参考报》首席记者王文志，以个人名义向财政部公开实名举报“中福在线”彩票严重违规运营问题。早在今年5月15日，王文志曾发表《福彩曝黑幕 中彩在线高管涉数十亿利益输送》一文，指中彩在线公司已由名义上的国有控股企业“暗变”为高管掌控的个人“财富帝国”；该公司总经理贺文被指隐瞒监管部门，利用职权向自己暗中输送20亿元的利益[95]。
- 洛杉矶当地时间6月18日，翟芸瑶、张鑫磊、杨玉涵（音）3名中国留学生因校园霸凌被控酷刑折磨罪、绑架罪等6项刑事重罪，可能面临无期徒刑的刑罚。在这起案件中，邓洪受雇于被告担任辩护律师。他在接受记者采访时表示，他发现完备的立法曾帮助美国在过去十年中有效地遏制了霸凌顽疾[96]。

## 7月27日
- 中共中央政治局常委、国务院总理李克强出席国家科技战略座谈会并作讲话[97]。他代表党中央、国务院对中国科学院学部成立60周年表示热烈祝贺，向全体院士和全国广大科技工作者致以问候和敬意[98][99]。
- 27日上午10点左右，广西梧州一名一岁多的幼童被太阳广场的自动扶梯卡住，据梧州市消防支队通报，他们接警后赶往现场，对自动扶梯进行了破拆，约10点35分将小孩救出。孩子左臂骨折，手指头发黑，血肉模糊，随即被转送到位于广西医科大学第一附属医院[100][101][102]。
- 7月27日晚上9点半, 湖北省荆州市就2015年湖北荆州电梯事故召开新闻发布会，荆州市安全生产监督管理局局长陈观鑫通报：“发生事故5分钟前，商场工作人员发现电梯盖板有松动翘起现象，但并未采取停梯检修等应急措施，导致当事人踏在已松动翘起的盖板最末端时盖板发生翻转，坠入机房驱动站内防护挡板与梯级回转部分的间隙内，属于安全生产责任事故。”[103]湖北“吃人”电梯品牌4年5次被“曝光”，多重防护装置没一个发挥作用[104]。

## 7月28日
- 2015北京世界马铃薯大会在延庆开幕，来自37个国家和地区的千余名马铃薯领域专家学者与会[105]。同日国际马铃薯中心亚太中心在延庆县揭牌成立，这是中国引入的首个国际农业研究机构[106][107]。
- 一篇名为《最美乡村教师候选郜艳敏：被拐女成为山村女教师》的报道被网友翻出，网友回首她的经历时突然发现，被拐乡村女教师奉献背后的被拐卖的罪恶，居然无人追究，因此再度引发了外界的关注[108][109][110]。
- 据新华社消息，合肥市政协副主席满铭安于28日晨被发现在合肥一小区内自缢身亡。此前曾担任合肥市人民检察院党组书记、检察长近十年。2012年其任检察长的合肥市检察院公诉薄谷开来案，满铭安被最高检记集体一等功[111]。

## 7月29日
- 政协深圳市第六届委员会常务委员张绮文（深圳市人居环境委员会原党组成员、副主任，深圳市水务局原党组书记、局长）涉嫌严重违纪，现正接受组织调查。此次落马，距离其被调离原岗位仅有5天[112]。

## 7月30日
- 环境保护部原副部长、党组成员张力军涉嫌严重违纪违法，目前正接受组织调查。搭建利益链、涉黑社会背景。中国网记者梳理发现，十八大后，除张力军外，还有原中央政治局常委周永康、中央军委原副主席徐才厚、四川省原副省长郭永祥、湖北省政协原副主席陈柏槐、湖南省原政协副主席阳宝华、江苏省委原常委、秘书长赵少麟、浙江省政协原党组副书记、副主席斯鑫良、新疆人大常委会原副主任栗智，至少9名副省级以上高官在退休或退居二线后被调查[113][114][115]。
- 中共中央政治局会议审议并通过中央军委纪律检查委员会《关于对郭伯雄组织调查情况和处理意见的报告》，决定给予郭伯雄开除党籍处分，对其涉嫌严重受贿犯罪问题及线索移送最高人民检察院授权军事检察机关依法处理[116][117]。

## 7月31日
- 国际奥委会宣布北京成为2022年冬奥会主办城市[118]。
- 证监会对24个账户采取限制性措施[119][120]。21世纪经济报道记者发现，有7个账户在两交易所间存在重合，也就是说，实际上被限制交易的证券账户共有17个。其中，11个是私募产品账户，占比超过60%，它们的特点是大多为量化对冲类产品；其他6个账户，除了一家名为“司度”的上海贸易公司，还有5个是自然人账户。近期，证监会集中对上半年上市公司股东及董事、监事、高管违反规定和承诺减持公司股票的行为进行了处罚。目前已立案52起，采取行政监管措施77项，证券交易所对上述违规行为采取自律措施91项，限制交易措施34项。证监会表示，今后将不断加大对上市公司信息披露违法处罚力度，还市场一个清清楚楚、明明白白的上市公司[121][122][123]。
  - 澎湃新闻：全球对冲基金巨头Citadel确认其下属国信期货有限责任公司-司度(上海)贸易有限公司A股账户被深圳证券交易所暂停交易[124][125][126]。